# Joel Karekezi
Joel Karekezi és un director de cinema, productor i guionista ruandès. El seu curtmetratge The Pardon sobre la reconciliació després del genocidi de Ruanda contra els tutsi de 1994 va guanyar l'Impala Daurat al Festival de Cinema d'Amakula a Uganda. Es va fer una versió més llarga el 2011, i mostrada al Festival Internacional de Cinema de Göteborg, i més tard a altres festivals cinematogràfics internacionals com el Festival Internacional de Cinema de Seattle (2013), el Festival Internacional de Cinema de Chicago i el Fespaco.

## Biografia
Karekezi va aprendre a escriure guions al Maisha Film Lab en 2009; Té un diploma en direcció de pel·lícules de l'escola canadenca de cinema online CineCours.
Després d'assistir al Maisha Film Lab, Karekezi va dirigir el seu curtmetratge The Pardon, que va guanyar el premi Impala Daurat al Festival de Cinema d'Amakula a Uganda. El 2010 es va mostrar al Festival Internacional de Cinema de Durban, a l'Images That Matter Short Film Festival a Etiòpia, al Festival Internacional de Cinema de Kenya, al Festival Internacional de Cinema de Zanzíbar i al Festival de Cinema Africà de Silicon Valley a Califòrnia, on va guanyar el premi al Millor Curtmetratge.
Karekezi va fer-ne una versió llarga, Imbabazi: The Pardon, basada en els mateixos personatges. Va ser feta amb un pressupost baix i filmat a Uganda.
En 2013 Karekezi era treballant a Mercy of the Jungle, que fou presentada a la Fabrique des cinemas du Monde al Festival de Cinema de Cannes en 2013. El guió de Mercy of the Jungle va guanyar el Premi al Millor Audiovisual CFI per al projecte audiovisual més prometedor al Durban FilmMart el 2012.
Altres pel·lícules seves són: Les jeunes à la poursuite du travail (2009); Survivor (2010); i Ntukazime Nararokotse (2010).